# Фонтан невинных
Фонта́н неви́нных (фр. Fontaine des Innocents) — выдающийся памятник архитектуры и скульптуры французского Ренессанса. Построен в 1547—1549 годах по проекту архитектора Пьера Леско и скульптора Жана Гужона. Старейший монументальный парижский фонтан. Расположен в квартале Ле-Аль в 1-м округе Парижа на площади имени Жоашена Дю Белле (Place Joachim-du-Bellay).

## История создания
Первый фонтан был устроен около 1260 года примерно в сорока метрах к северо-востоку от его нынешнего местоположения, у стены кладбища «Святых Невинных» (Saints Innocents), на углу улиц Сен-Дени и Окс-Фер (нынешняя улица Берже). Фонтан питала водой терракотовая труба, несущая воду из источников Пре-Сен-Жерве, которые также обслуживали монастырь Сен-Лазар, монастырь Филе-Дье и Фонтен-дю-Понсо. Название возникло от расположенной рядом церкви Св. Невинных младенцев Вифлеемских (L'église des Saints-Innocents), освящённой в память убитых по приказу царя Ирода Невинных младенцев в Вифлееме, к которой Король Людовик VII (1137—1180) «питал особую преданность». Название сначала перенесли на кладбище, а затем на расположенный рядом городской источник воды: Фонтан невинных. Король Людовик IX Святой подарил монастырю при церкви оссуарий (реликварий) с частями костей младенцев, умерщвлённых царём Иродом. На стене кладбища находилась фреска (1423—1424) с изображением «Пляски смерти». Место это считали зловещим.
Церковь вместе с прилегающим «Кладбищем Невинных» была разрушена в 1786 году. Останки захороненных вывезли и на этом месте возник овощной рынок (le Marché des Innocents), позднее «Чрево Парижа». Фонтан оказался кстати: жители брали из него воду, поили коров и лошадей, мыли овощи.
В 1547—1549 годах при короле Генрихе II был построен новый фонтан в форме прямоугольного (а не квадратного как в наше время) павильона по проекту архитектора Пьера Леско и скульптора Жана Гужона. Завершение монументального фонтана было связано с работами по художественному оформлению торжественного вступления в Париж в 1549 году Генриха II после коронации в Реймсе и было частью плана по увековечиванию маршрута процессии от аббатства Сен-Дени до собора Нотр-Дам.
Позднее фонтан планировалось снести. Он был спасён во многом благодаря усилиям Катрмера-де-Кенси, который написал письмо в «Journal de Paris» с призывом сохранить «шедевр французской скульптуры». Из-за плохой системы водоснабжения Парижа фонтан давал лишь небольшой поток воды. В 1790 году по проекту Бернара Пойе, архитектора Парижа, отвечающего в том числе за водоснабжение, Фонтан невинных перенесли на новое место, у рыночной площади, сделав его квадратным в плане и дополнив четвёртой аркой с двумя фигурами нимф работы скульптора Огюстена Пажу, а также постаментом с четырьмя львами и четырьмя бассейнами. Барельефы у основания фонтана были сняты в 1810 году и в 1824 году перенесены в музей Лувра. При Наполеоне Бонапарте к фонтану был подведён новый акведук из реки Урк, значительно увеличивший поступление воды для всего квартала. 
В 1858 году, во время Второй французской империи при Наполеоне III фонтан снова был перенесен на его нынешнее место на постаменте посреди площади. С каждой из четырёх сторон были добавлены ступенчатые полубассейны, в центре установили бронзовую чашу, наверху металлический купол с орнаментов «рыбьей чешуи». Фигуры львов были убраны.

## Композиция и стиль
Архитектурная композиция сооружения восходит к античным  нимфеям. Фонтан имеет форму арочного квадратного в плане павильона. Каждая его сторона открывается полуциркульной аркой. По ступеням четырёх бассейнов стекает вода. Павильон оформлен барельефами, на которых изображены нимфы, тритоны и другие морские и речные мифические существа. Каждую арку фланкируют каннелированные пилястры коринфского ордера. Композиция завершается аттиком с треугольными фронтонами и куполом. Чистота форм и ясность пропорций, сохранившиеся несмотря на многократные переделки, делают это произведение истинно классическим.
Общая композиция восходит к древнеримскому нимфеуму. Барельефы являются непревзойдёнными шедеврами выдающегося скульптора французского Ренессанса Жана Гужона, с 1547 года придворного художника короля Генриха II. Изображения нимф и морских существ в стилевом отношении связаны с подобными образами, созданными итальянскими художниками, формировавшими при Франциске I первую школу Фонтенбло: Россо Фьорентино и Франческо Приматиччо. Они отражают маньеристичные настроения, присущие художникам этой школы: слегка манерные позы, удлинённые тела. Нимфа и тритон на одной из панелей схожи с рельефами древнеримского саркофага из Гроттаферраты, который Гужон мог видеть в Риме, и одновременно напоминают нимфу Фонтенбло в Галерее Франциска I замка.
Тем не менее, фигуры нимф работы Жана Гужона вполне оригинальны, и они проникнуты истинно ренессансным духом. Мастер создал восемь рельефов (сохранилось шесть) высотой 1,95 м. Замечательна пластика движения этих фигур, выполненных в низком рельефе, усиливающем графическое начало изображения, связанная с эстетикой S-образной линии. Кажется, что фигуры исполняют какой-то античный танец. Специалисты обращают также внимание на мастерское использование Гужоном так называемых «мокрых складок» (фр. draperie mouillée), мягко, по-античному, облегающих тело… «Изысканная пластика этих рельефов заставляет вспомнить искусство Греции века Перикла»
«Выразительный язык линии, мягкость пластической лепки доведены здесь до совершенства. Вдохновлённые античностью, прочувствованной чуть ли не в её греческом варианте, в то время ещё вообще мало известном, гужоновские рельефы похожи на древние стелы».
Гипсовые слепки рельефов Гужона находятся во многих музеях мира: во дворике слепков (Cast court) Музея Виктории и Альберта в Лондоне, и, благодаря деятельности И. В. Цветаева, в московском Музее изобразительных искусств им. А. С. Пушкина.

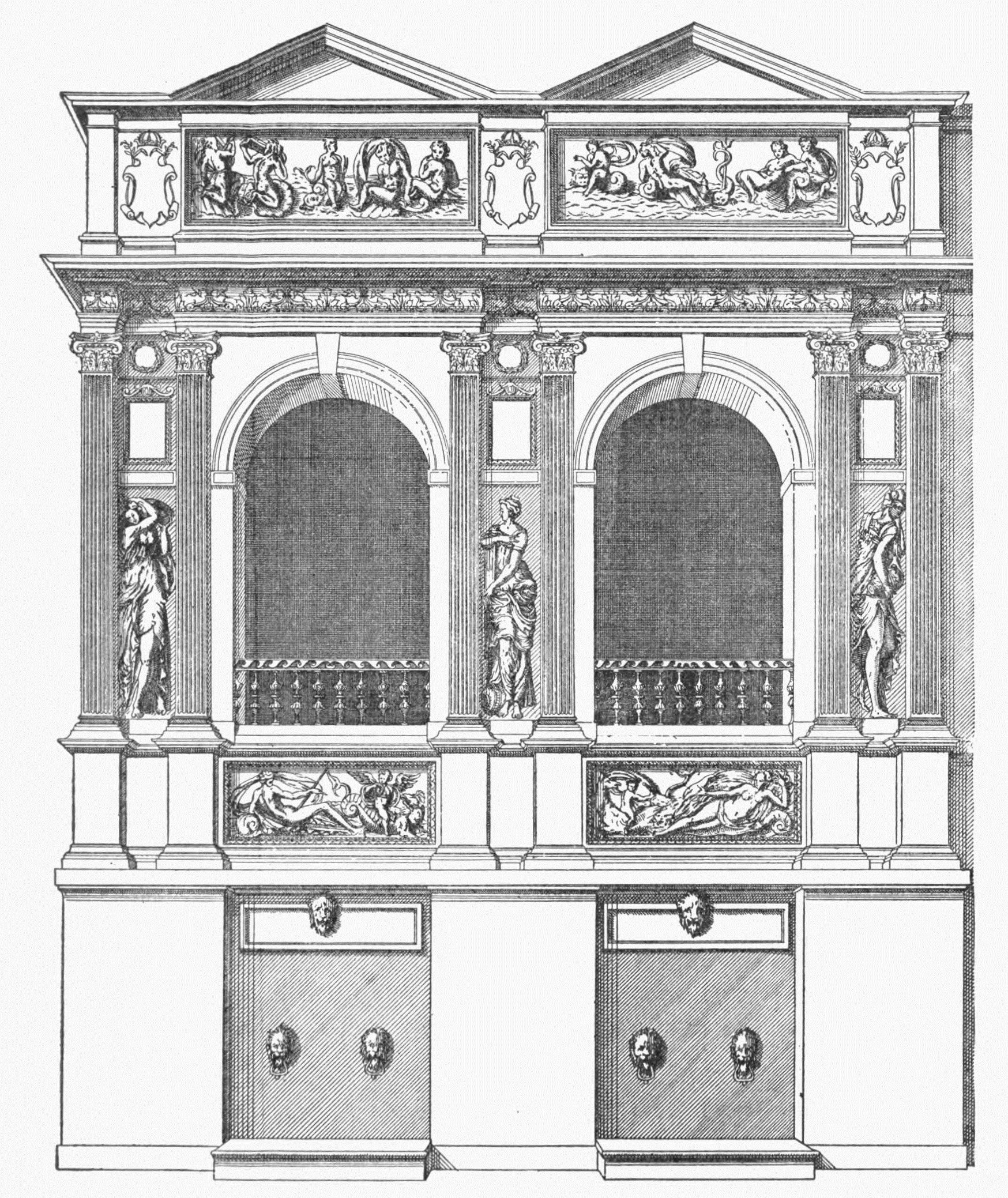
Проект фонтана в развёртке. Гравюра Ж.-А. Дюсерсо. 1560
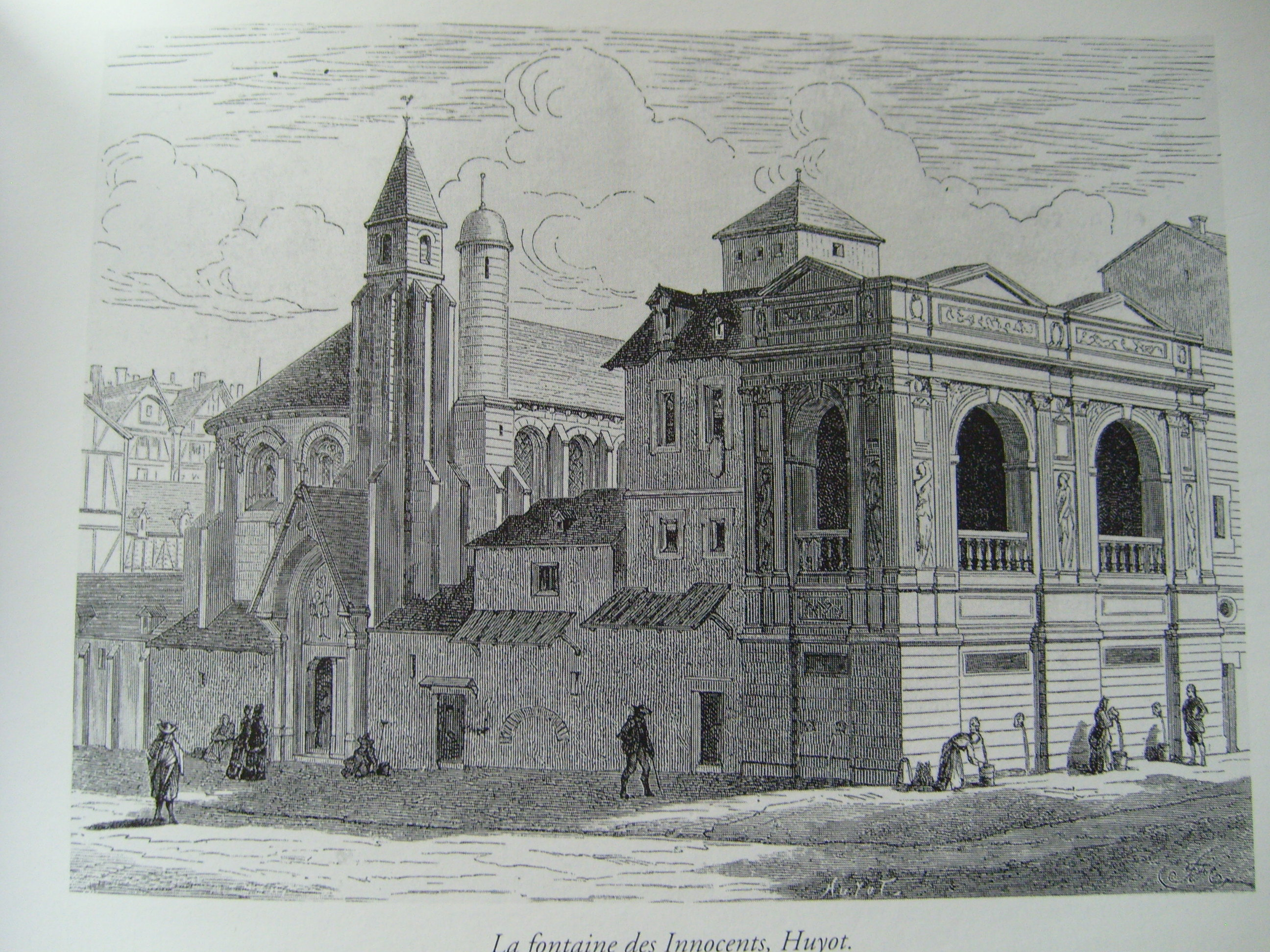
Первый фонтан у стены церкви Святых Невинных в Париже. Анонимная гравюра XIX века
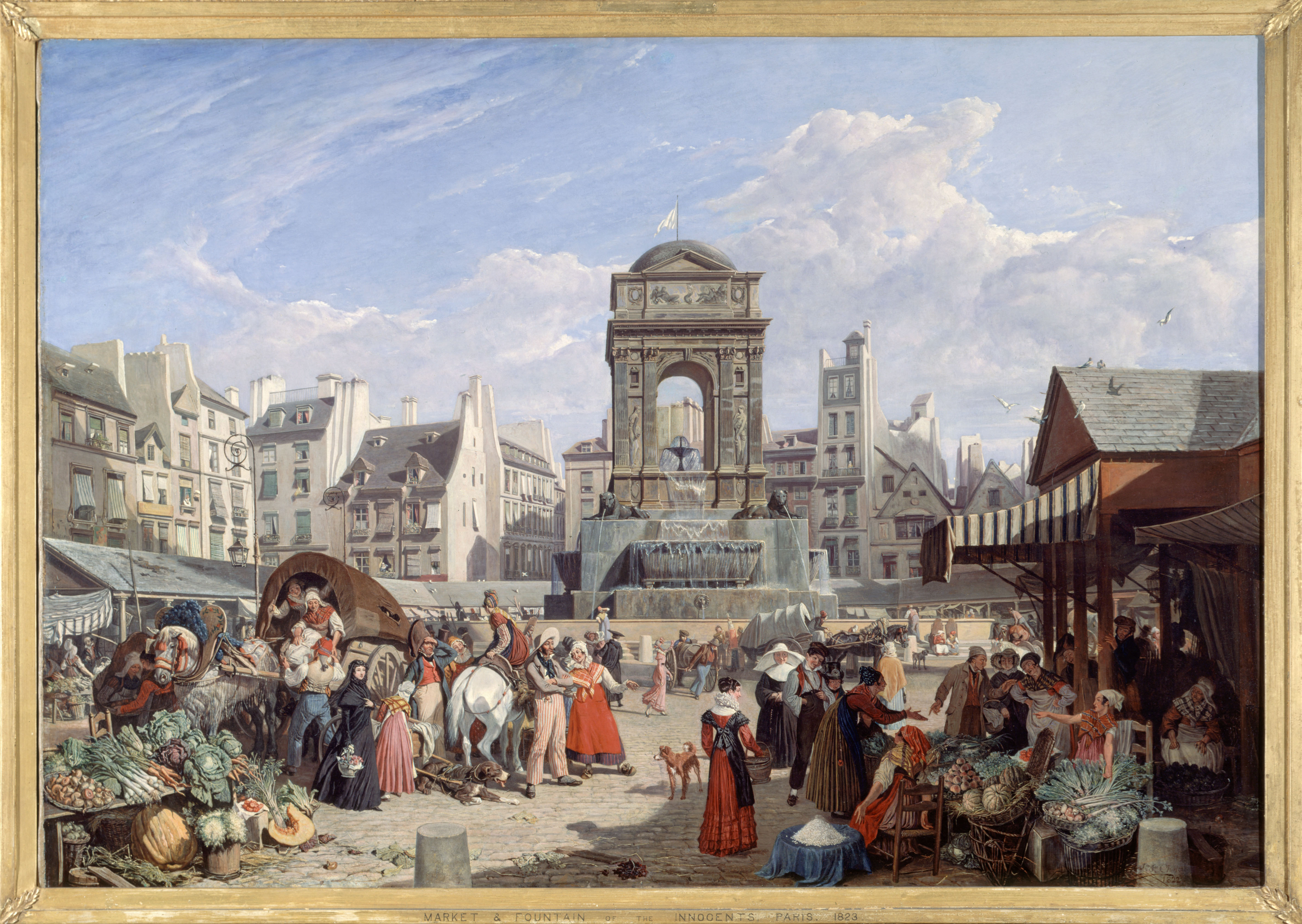
Дж. Шалон. Рыночная площадь и Фонтан Невинных. 1822. Холст, масло. Музей Карнавале, Париж
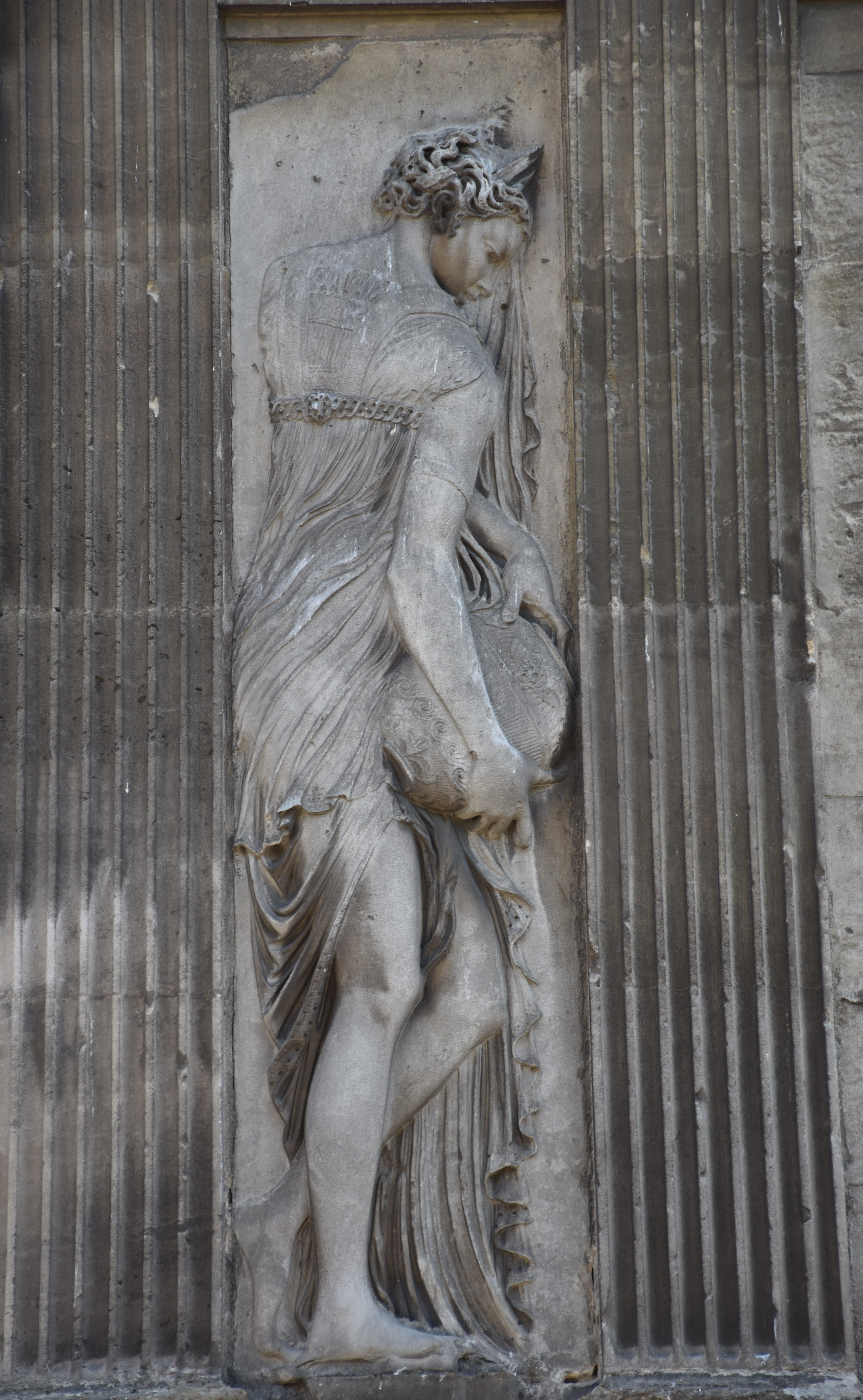
Нимфы фонтана
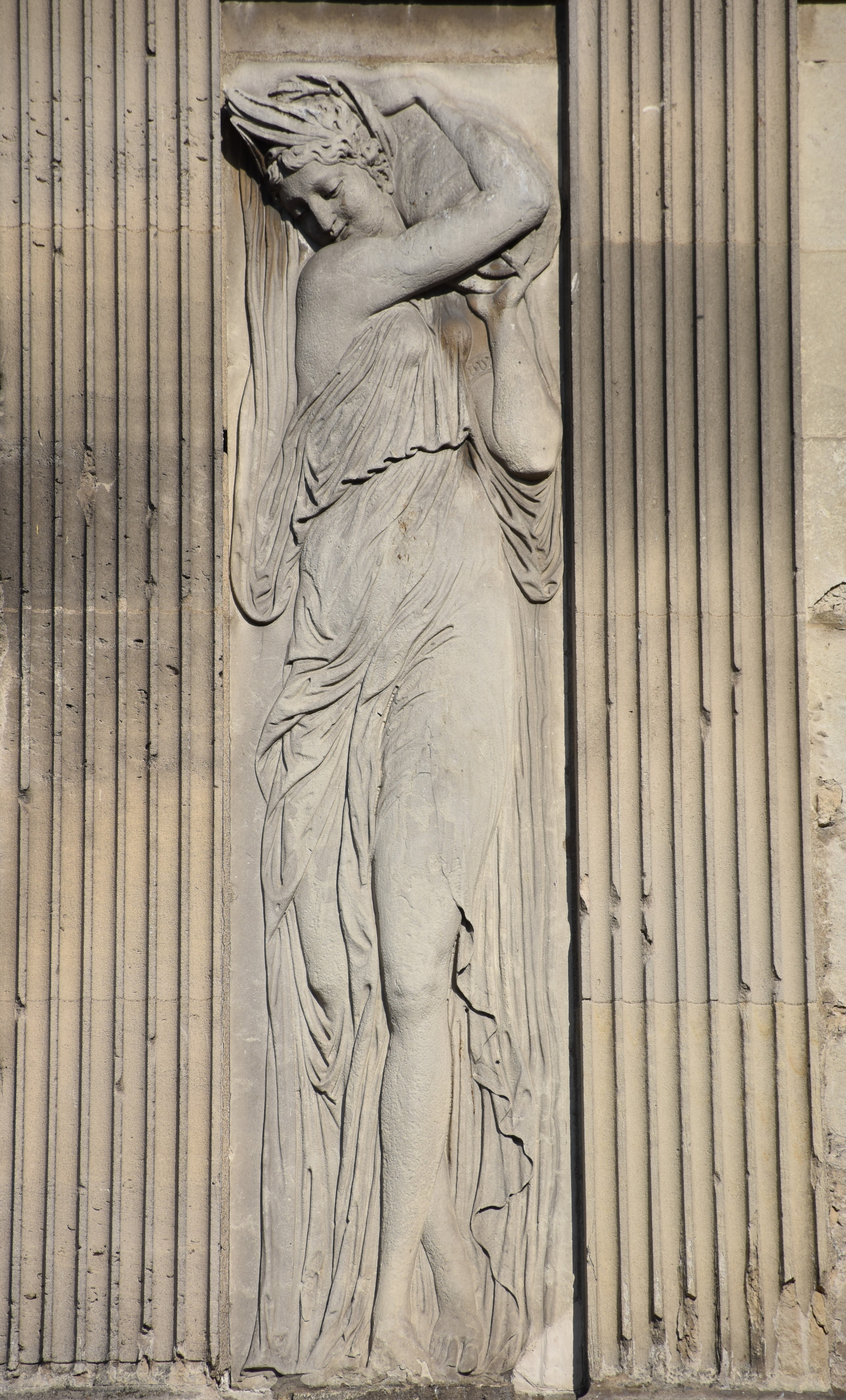
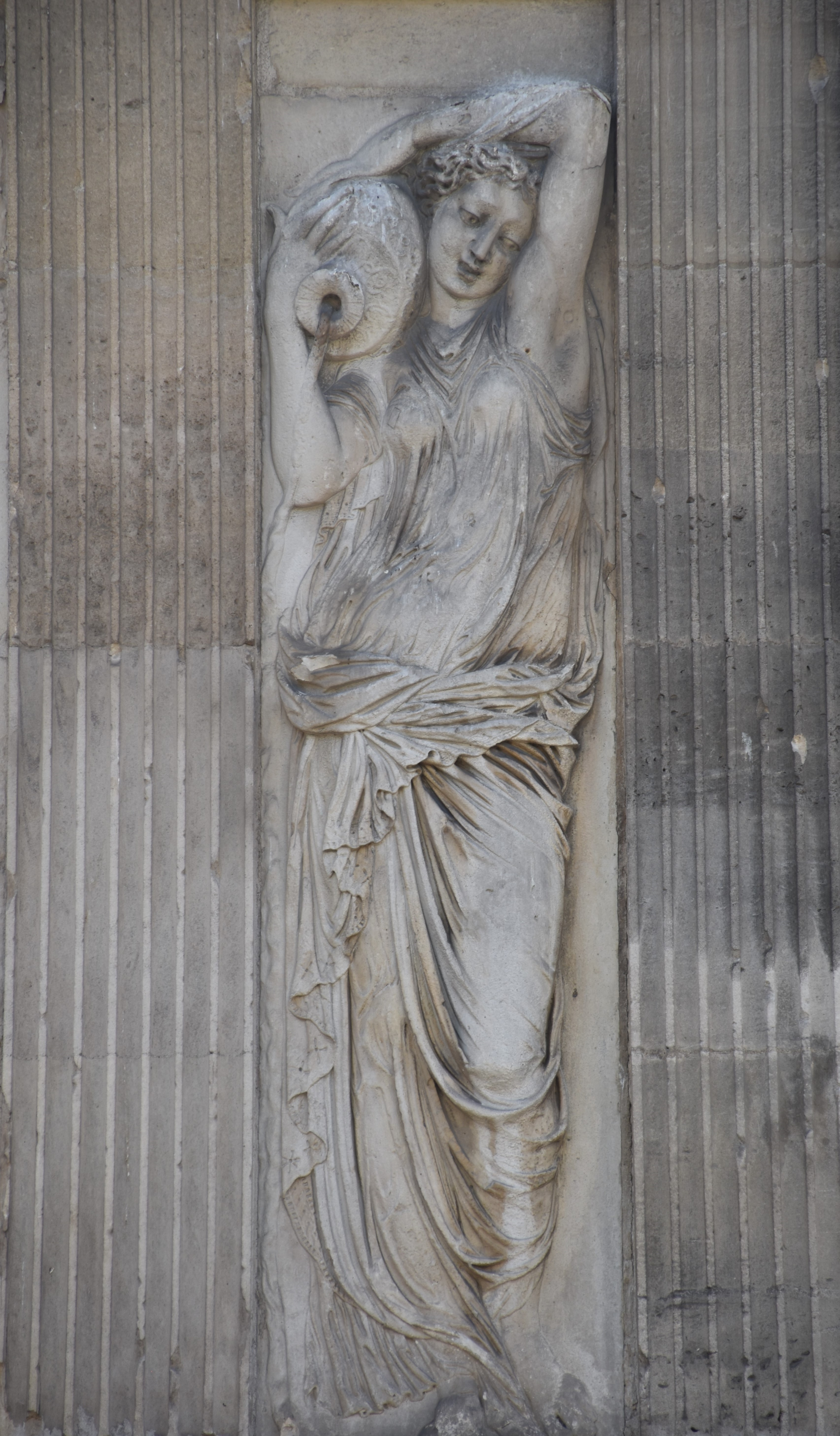
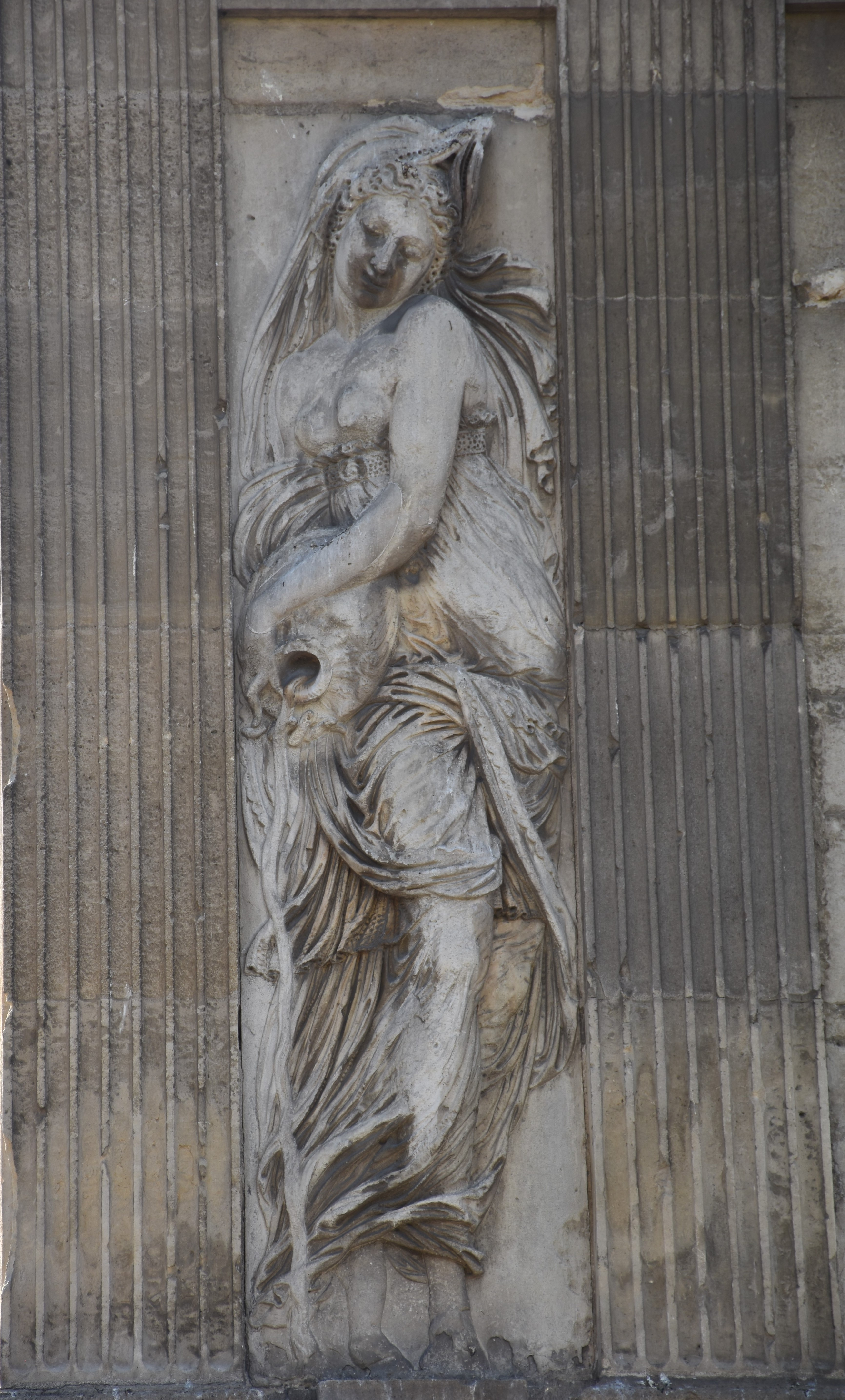
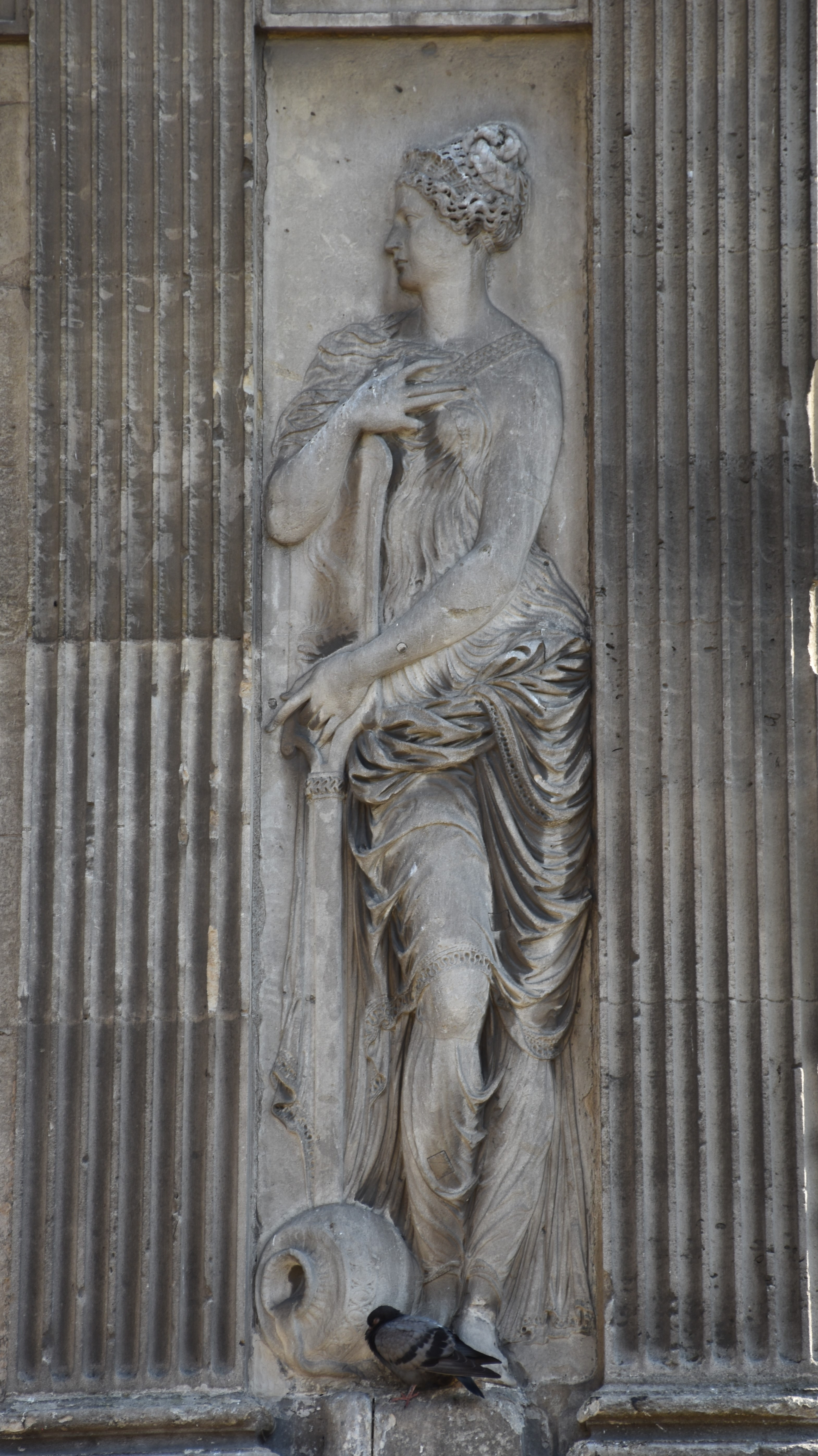